# Ballet national algérien
Le Ballet national algérien est la troupe de danse traditionnelle, classique, et contemporaine basée à Alger en Algérie.

## Historique

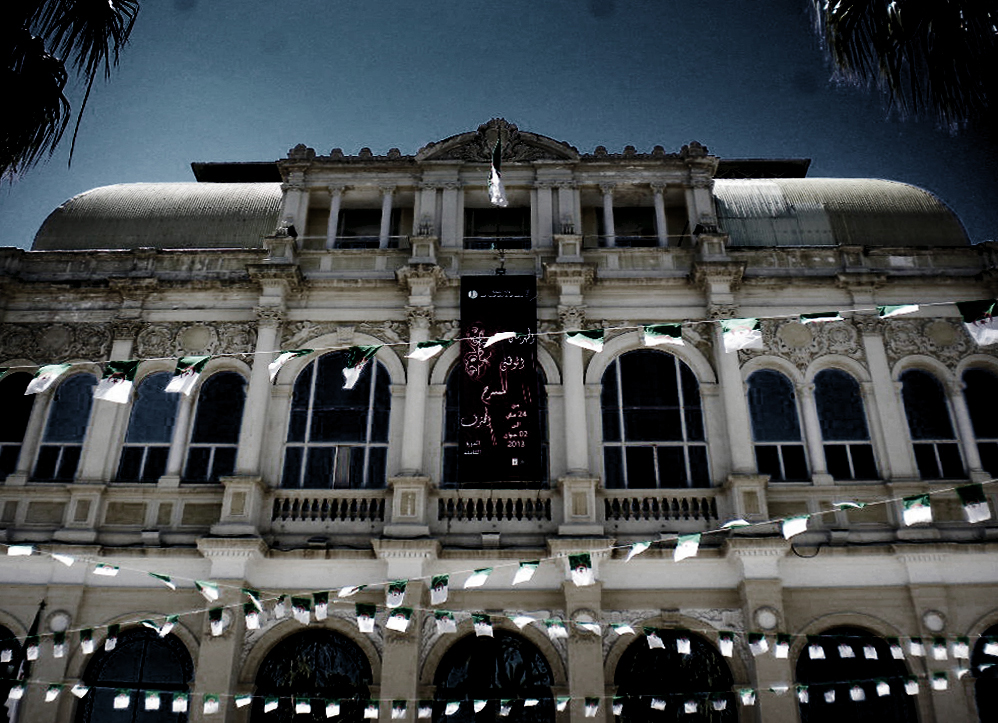
Le théâtre national algérien, lieu de résidence du Ballet national

Le ballet est créé officiellement en 1963 de la restructuration du Théâtre national algérien (TNA). En 1967 a été créé l'Ensemble national de danses populaires (ENDP) sous la régie du TNA.
En 2009, sous l'impulsion du chorégraphe et danseur français Abou Lagraa, le ballet se dote d'une cellule de danse contemporaine sous le nom du Ballet contemporain d'Alger,.